# Druga liga SR Jugoslavije 1992-1993
La Druga liga SR Jugoslavije 1992-1993, conosciuta anche come Druga liga 1992-1993, è stata la prima edizione della seconda divisione del campionato di calcio della Repubblica Federale di Jugoslavia, la 47ª come Druga liga jugoslava.
Dopo due anni di separazioni dalla Jugoslavia socialista (nel 1991 si erano staccate Slovenia e Croazia, nel 1992 Bosnia Erzegovina e Macedonia), nella nuova R.F.Jugoslavia erano rimaste Serbia (composta da Voivodina, Serbia Centrale e Kosovo) e Montenegro.

## Formula
Le 20 squadre disputano un girone all'italiana andata e ritorno.
Le prime due salgono di categoria.
Le squadre piazzatesi al 3º e 4º posto disputano gli spareggi contro terz'ultima e penultima di Prva Liga.
Le quattro squadre piazzatesi fra il 14º e 17º posto disputano gli spareggi contro le seconde dei quattro gironi di Srpska Liga.
Le ultime tre scendono di categoria.
Viene abolita la regola dei tiri di rigore in caso di parità al 90º minuto.

## Squadre partecipanti
| Squadra            | Città            | Stadio                   | Stagione 1991-92 | Stagione 1991-92 |
| Squadra            | Città            | Stadio                   | Pos.             | Divisione        |
| ------------------ | ---------------- | ------------------------ | ---------------- | ---------------- |
| Sloboda Užice      | Užice            | Gradski stadion          | 8º               | Druga liga       |
| Radnički 1923      | Kragujevac       | Gradski stadion          | 9º               | Druga liga       |
| Mačva Šabac        | Šabac            | Gradski stadion          | 10º              | Druga liga       |
| Borac Čačak        | Čačak            | Gradski bedem            | 11º              | Druga liga       |
| Vrbas              | Vrbas            | Stadion kraj Šlajza      | 13º              | Druga liga       |
| Jedinstvo          | Bijelo Polje     | Gradski stadion Nikoljac | 14º              | Druga liga       |
| Bor                | Bor              | Stadion FK Bor           | 15º              | Druga liga       |
| Novi Sad           | Novi Sad         | Stadion Detelinara       | 1º               | Treća liga Nord  |
| Dinamo Pančevo     | Pančevo          | Gradski stadion          | 2º               | Treća liga Nord  |
| Inđija             | Inđija           | Stadion FK Inđija        | 3º               | Treća liga Nord  |
| Obilić             | Vračar, Belgrado | Stadio Miloš Obilić      | 4º               | Treća liga Nord  |
| Rudar Pljevlja     | Pljevlja         | Gradski stadion          | 1º               | Treća liga Sud   |
| Mladost Lučani     | Lučani           | Stadion Mladost          | 2º               | Treća liga Sud   |
| Novi Pazar         | Novi Pazar       | Gradski stadion          | 3º               | Treća liga Sud   |
| Zastava Kragujevac | Kragujevac       | Stadion Bubanj           | 4º               | Treća liga Sud   |
| Sloga Kraljevo     | Kraljevo         | Stadion FK Sloga         | 5º               | Treća liga Sud   |
| Jastrebac Niš      | Niš              | Stadion Jastrepca        | 1º               | Treća liga Est   |
| Dubočica Leskovac  | Leskovac         | Gradski stadion          | 3º               | Treća liga Est   |
| Radnički Pirot     | Pirot            | Stadion Dragan Nikolić   | 4º               | Treća liga Est   |
| Timok              | Zaječar          | Stadion Kraljevica       | 5º               | Treća liga Est   |

```
In alcune fonti delle squadre sono nominate in modo diverso, questo a causa dei loro sponsor. Queste sono:
[
2
]

Jastrebac Niš          / Jastrebac Narvik
Rudar Pljevlja         / Rudar Volvoks
Borac Čačak            / Borac Cane
Obilić Beograd         / Obilić Kopeneks
Jedinstvo Bijelo Polje / Jedinstvo Tošpred
Radnički Pirot         / Radnički Trikom
```

## Classifica finale
Fonte: fkvrbas.com
|  | Pos. | Squadra                | Pt | G  | V  | N  | P  | GF | GS | DR  |
|  | ---- | ---------------------- | -- | -- | -- | -- | -- | -- | -- | --- |
|  | 1.   | Jastrebac Niš          | 51 | 38 | 23 | 5  | 10 | 64 | 32 | +32 |
|  | 2.   | Sloboda Užice          | 51 | 38 | 19 | 13 | 6  | 57 | 27 | +30 |
|  | 3.   | Rudar Pljevlja         | 48 | 38 | 19 | 10 | 9  | 63 | 36 | +27 |
|  | 4.   | Mačva Šabac            | 47 | 38 | 19 | 9  | 10 | 58 | 33 | +25 |
|  | 5.   | Borac Čačak            | 47 | 38 | 20 | 7  | 11 | 62 | 32 | +30 |
|  | 6.   | Mladost Lučani         | 45 | 38 | 18 | 9  | 11 | 52 | 34 | +18 |
|  | 7.   | Dinamo Pančevo         | 43 | 38 | 16 | 11 | 11 | 42 | 28 | +14 |
|  | 8.   | Novi Sad               | 42 | 38 | 17 | 8  | 13 | 50 | 31 | +19 |
|  | 9.   | Obilić                 | 38 | 38 | 15 | 8  | 15 | 45 | 39 | +6  |
|  | 10.  | Novi Pazar             | 37 | 38 | 13 | 11 | 14 | 45 | 51 | −6  |
|  | 11.  | Inđija                 | 37 | 38 | 15 | 7  | 16 | 49 | 47 | +2  |
|  | 12.  | Zastava Kragujevac     | 34 | 38 | 12 | 10 | 16 | 30 | 39 | −9  |
|  | 13.  | Dubočica Leskovac      | 34 | 38 | 12 | 10 | 16 | 38 | 48 | −10 |
|  | 14.  | Jedinstvo Bijelo Polje | 34 | 38 | 11 | 12 | 15 | 31 | 42 | −11 |
|  | 15.  | Radnički Kragujevac    | 32 | 38 | 10 | 12 | 16 | 39 | 46 | −7  |
|  | 16.  | Vrbas                  | 31 | 38 | 11 | 9  | 18 | 44 | 56 | −12 |
|  | 17.  | Sloga Kraljevo         | 31 | 38 | 12 | 7  | 19 | 43 | 71 | −28 |
|  | 18.  | Radnički Pirot         | 30 | 38 | 13 | 4  | 21 | 36 | 67 | −31 |
|  | 19.  | Bor                    | 25 | 38 | 8  | 9  | 21 | 36 | 67 | −31 |
|  | 20.  | Timok                  | 23 | 38 | 8  | 7  | 23 | 33 | 79 | −46 |

Legenda:

      Promossa in Prva liga SR Jugoslavije 1993-1994.

  Partecipa agli spareggi promozione/retrocessione.

      Retrocessa in Treća liga SR Jugoslavije 1993-1994.

      Esclusa dal campionato.
Note:

Due punti a vittoria, uno a pareggio, zero a sconfitta.
In caso di arrivo di due o più squadre a pari punti per le posizioni di promozione o retrocessione, la graduatoria viene stilata secondo gli scontri diretti tra le squadre interessate.

## Risultati
|                        | Bor  | Čač  | Din  | Dub  | Inđ  | Jas  | Jed  | Mač  | Mla  | N.P  | N.S  | Obi  | Kra  | Pir  | Rud  | S.U  | S.K  | Tim  | Vrb  | Zas  |
| ---------------------- | ---- | ---- | ---- | ---- | ---- | ---- | ---- | ---- | ---- | ---- | ---- | ---- | ---- | ---- | ---- | ---- | ---- | ---- | ---- | ---- |
| Bor                    | –––– | -    | -    | -    | -    | -    | -    | -    | -    | -    | -    | -    | -    | -    | -    | -    | -    | -    | 2-1  | -    |
| Borac Čačak            | -    | –––– | -    | -    | -    | -    | -    | -    | -    | -    | -    | -    | -    | -    | -    | -    | -    | -    | 1-0  | -    |
| Dinamo Pančevo         | -    | -    | –––– | -    | -    | -    | -    | -    | -    | -    | -    | -    | -    | -    | -    | -    | -    | -    | 4-1  | -    |
| Dubočica Leskovac      | -    | -    | -    | –––– | -    | -    | -    | -    | -    | -    | -    | -    | -    | -    | -    | -    | -    | -    | 2-0  | -    |
| Inđija                 | -    | -    | -    | -    | –––– | -    | -    | -    | -    | -    | -    | -    | -    | -    | -    | -    | -    | -    | 2-1  | -    |
| Jastrebac Niš          | -    | -    | -    | -    | -    | –––– | -    | -    | -    | -    | -    | -    | -    | -    | -    | -    | -    | -    | 4-0  | -    |
| Jedinstvo Bijelo Polje | -    | -    | -    | -    | -    | -    | –––– | -    | -    | -    | -    | -    | -    | -    | -    | -    | -    | -    | 0-0  | -    |
| Mačva Šabac            | -    | -    | -    | -    | -    | -    | -    | –––– | -    | -    | -    | -    | -    | -    | -    | -    | -    | -    | 1-0  | -    |
| Mladost Lučani         | -    | -    | -    | -    | -    | -    | -    | -    | –––– | -    | -    | -    | -    | -    | -    | -    | -    | -    | 2-1  | -    |
| Novi Pazar             | -    | -    | -    | -    | -    | -    | -    | -    | -    | –––– | -    | -    | -    | -    | -    | -    | -    | -    | 2-0  | -    |
| Novi Sad               | -    | -    | -    | -    | -    | -    | -    | -    | -    | -    | –––– | -    | -    | -    | -    | -    | -    | -    | 1-0  | -    |
| Obilić                 | -    | -    | -    | -    | -    | -    | -    | -    | -    | -    | -    | –––– | -    | -    | -    | -    | -    | -    | 1-2  | -    |
| Radnički Kragujevac    | -    | -    | -    | -    | -    | -    | -    | -    | -    | -    | -    | -    | –––– | -    | -    | -    | -    | -    | 0-1  | -    |
| Radnički Pirot         | -    | -    | -    | -    | -    | -    | -    | -    | -    | -    | -    | -    | -    | –––– | -    | -    | -    | -    | 2-0  | -    |
| Rudar Pljevlja         | -    | -    | -    | -    | -    | -    | -    | -    | -    | -    | -    | -    | -    | -    | –––– | -    | -    | -    | 0-0  | -    |
| Sloboda Užice          | -    | -    | -    | -    | -    | -    | -    | -    | -    | -    | -    | -    | -    | -    | -    | –––– | -    | -    | 4-1  | -    |
| Sloga Kraljevo         | -    | -    | -    | -    | -    | -    | -    | -    | -    | -    | -    | -    | -    | -    | -    | -    | –––– | -    | 4-2  | -    |
| Timok                  | -    | -    | -    | -    | -    | -    | -    | -    | -    | -    | -    | -    | -    | -    | -    | -    | -    | –––– | 3-0  | -    |
| Vrbas                  | 1-1  | 3-2  | 4-0  | 1-2  | 1-1  | 0-2  | 0-0  | 0-0  | 1-1  | 1-0  | 4-1  | 1-2  | 2-0  | 5-1  | 1-0  | 2-2  | 2-0  | 2-2  | –––– | 2-1  |
| Zastava Kragujevac     | -    | -    | -    | -    | -    | -    | -    | -    | -    | -    | -    | -    | -    | -    | -    | -    | -    | -    | 4-1  | –––– |
| Fonte: fkvrbas.com     |      |      |      |      |      |      |      |      |      |      |      |      |      |      |      |      |      |      |      |      |

## Spareggi promozione e retrocessione

### Spareggi promozione
A questi spareggi partecipano:
- Spartak Subotica (17º in Prva Liga)
- Priština (18º in Prva Liga)
- Rudar Pljevlja (3º in Druga Liga)
- Mačva Šabac (4º in Druga Liga)

Gli abbinamenti sono stati Spartak v Mačva e Priština v Rudar e i vincitori sono stati Spartak (che mantiene il posto in Prva Liga) e Rudar (che così viene promosso).

### Spareggi retrocessione
A questi spareggi partecipano:
- Jedinstvo Bijelo Polje (14º in Druga Liga)
- Radnički Kragujevac (15º in Druga Liga)
- Vrbas (16º in Druga Liga)
- Sloga Kraljevo (17º in Druga Liga)
- Jagodina (2º in Srpska Liga Est)
- Kom (2º in Montenegro)
- Loznica (2º in Srpska Liga Ovest)
- Mladost Bački Jarak (2º in Srpska Liga Nord)

Gli abbinamenti sono stati Jedinstvo v Kom, Radnički v Jagodina, Vrbas v Loznica e Sloga v Mladost: i vincitori sono stati Jedinstvo (che mantiene il posto in Druga Liga),  Jagodina, Loznica e Mladost (che così vengono promossi).